# Protecta
Protecta est un magazine mensuel italien technique-scientifique, économique et environnemental fondé en 1987.
Publié par le groupe éditorial Ecoedizioni Internazionali, le magazine est imprimé en roto offset. C’est aujourd’hui une filiale rédactionnellement indépendante du groupe Ecoedizioni Internazionali. En 2008, l’édition italienne tire une moyenne de 240 000 exemplaires, tandis que le tirage de Protecta et de ses éditions imprimées s’élève à 150 000. Depuis 2009, il existe aussi une édition électronique.

## Historique
Le numéro zéro fut imprimé dans le mois d'octobre du 1986, mais la publication commence dans le 1987 sous la direction de Rocco Colomba.
La revue, au début était sous-titrée «Protezione Civile Ecologia Ambiente», mais de 1996 elle est sous-titrée « Ambiente Tecnologia Sviluppo Sostenibile ».

## Ligne éditoriale
La revue Protecta traite d'une grande variété de sujets :
- Économie :  pétrole [4],  secteur industriel automobile [5],
- Scénarios énergétiques :   énergies renouvelables  [6]
- Changements climatiques : gaz à effet de serre [7],[8]
- Écologie : pollution [9]
- Transports :  véhicules électriques [10],
- Architecture :  écoconstruction et green building [11]
- Développement durable : analyse du cycle de vie [12]

La revue, à « Zéro impact », a bénéficié au cours des années de Patrocine de Ministère de l'infrastructure, de Ministères de l'agriculture et des forêts, des transports, du développement économique, de la présidence du Conseil des Ministres (Ministre pour les rapports avec les régions) et de Ministère pour la protection de l'environnement, de territoire et de la mer.
Entre auteurs institutionnels internationaux et les personnalités qui ont participé, mentionnons les noms de  Jacques Barrot, Edward Chaplin, Stávros Dímas, Jacques Diouf, Ahmed Djoghlaf, Al Gore, Ban Ki-moon, Kōichirō Matsuura, Elliot Morley, Barack Obama, Rajendra Kumar Pachauri, Shivaji Pandey, José Sócrates e Achim Steiner, e quelli italiani di Gianni Alemanno, Luigi Bersani, Alessandro Bianchi, Willer Bordon, Corrado Clini, Paolo De Castro, Antonio Di Pietro, Ferruccio Fazio, Rosa  M. Filippini, Maria Stella Gelmini, Bartolomeo Giachino, Giancarlo Galan, Pietro Lunardi, Antonio Marzano, Altero Matteoli, Guido Possa, Ermete Realacci, Carlo Ripa di Meana, Edo  Ronchi, Carlo Rubbia, Stefano Saglia, Alfonso Pecoraro Scanio, Stefania Prestigiacomo, Claudio Scajola, Bruno Tabacci, Luca Zaia e Antonino Zichichi.